# Peso da Régua
Peso da Régua és un municipi portuguès, situat al districte de Vila Real, a la regió del Nord i a la Subregió del Douro. L'any 2001 tenia 18.832 habitants. Es divideix en 12 freguesies. Limita al nord amb Santa Marta de Penaguião i Vila Real, a l'este amb Sabrosa, al sud amb Armamar i Lamego, al sud-oest amb Mesão Frio i a l'oest amb Baião.

## Població
| Població del concelho de Peso da Régua (1849 – 2004) | Població del concelho de Peso da Régua (1849 – 2004) | Població del concelho de Peso da Régua (1849 – 2004) | Població del concelho de Peso da Régua (1849 – 2004) | Població del concelho de Peso da Régua (1849 – 2004) | Població del concelho de Peso da Régua (1849 – 2004) | Població del concelho de Peso da Régua (1849 – 2004) | Població del concelho de Peso da Régua (1849 – 2004) |
| ---------------------------------------------------- | ---------------------------------------------------- | ---------------------------------------------------- | ---------------------------------------------------- | ---------------------------------------------------- | ---------------------------------------------------- | ---------------------------------------------------- | ---------------------------------------------------- |
| 1849                                                 | 1900                                                 | 1930                                                 | 1960                                                 | 1981                                                 | 1991                                                 | 2001                                                 | 2004                                                 |
| 9202                                                 | 18401                                                | 20612                                                | 22634                                                | 22472                                                | 21567                                                | 18832                                                | 17987                                                |

## Freguesies
- Canelas
- Covelinhas
- Fontelas
- Galafura
- Godim (Peso da Régua)
- Loureiro
- Moura Morta
- Peso da Régua
- Poiares
- Sedielos
- Vilarinho dos Freires
- Vinhós